# Лизаветин
Лизаве́тин (бел. Лізавецін) — хутор в составе Фанипольского сельсовета Дзержинского района Минской области Беларуси. Деревня расположена в 12 километрах от Дзержинска, 38 километрах от Минска и 12 километрах от железнодорожной станции Фаниполь.

## История
Хутор был образован на территории 0,6 га естественных луговых земель и 0,4 га пахотных земель, предоставленных Крылову Д.А. для ведения крестьянского (фермерского) хозяйства. Населённый пункт был образован решением Дзержинского районного Совета депутатов № 55 от 18 марта 2011 года, образованный хутор был отнесён к Фанипольскому сельсовету.